# Дадианов, Александр Леонович
Князь Алекса́ндр Лео́нович Дадиа́нов (20 июля 1800, Сенгилеевский уезд Симбирской губернии — 10 июня 1865, Москва) — флигель-адъютант и полковник русской императорской армии, командир Эриванского карабинерного (позднее лейб-гренадерского) полка.

## Биография
Из симбирской ветви грузинского княжеского рода Дадиановых. Родился в 1800 году в семье князя Леона Александровича и Марии Дмитриевны, урождённой Нарышкиной. 
Начал службу подпрапорщиком в лейб-гвардии Преображенском полку в 1817 году; произведенный в 1821 году в прапорщики, Дадианов был назначен адъютантом к Паскевичу, с которым и участвовал в кампаниях 1826—1827 годов (против Персии) и 1828—1829 годов (против Турции на Кавказе). Награждённый за боевые отличия при осаде Сардар-Абада золотой шпагой, при взятии Эривани — орденом святой Анны 3 степени, при взятии Карса — орденом святой Анны 2 степени и при взятии Ахалцыха — алмазными знаками к этому ордену. 
В 1829 году Александр Леонович был отправлен в Петербург с донесением о разгроме турок и взятии Арзрума. Дадианов в 1829 году был произведен в полковники и пожалован флигель-адъютантом к императору и в том же году, в возрасте 28 лет и на 8-м году службы, назначен командиром Эриванского карабинерного полка.
Столь быстрая карьера Дадианова, блестяще им начатая, закончилась очень печально. Выказав себя отличным боевым офицером и полковым командиром, Дадианов запятнал себя страшными злоупотреблениями в полку по хозяйственной части. По одной из версий, флигель-адъютант Пётр Катенин, недовольный обращением князя с братом Павлом, служившим под началом Дадианова, сообщил о нарушениях императору. Когда император Николай I в 1837 году посетил Кавказ, он на смотру Эриванского полка в присутствии родственников князя вызвал Дадианова, тут же снял с него флигель-адъютантские аксельбанты и приказал немедленно отправить в Бобруйск. Декабрист Н. Лорер сообщал в своих «Записках моего времени», что «государь громко приказал коменданту снять с князя Дадьяна флигель-адъютантские аксельбанты и полковничьи эполеты как с недостойного носить эти отличия. Комендант стал отстегивать и то и другое, но государю показалось это слишком долго и церемонно», и он приказал их сорвать, что было выполнено графом Орловым, который «всегда готовый в таких случаях сыграть роль палача, подбежал и начал рвать, так что клочья полетели». После чего «подъехала фельдъегерская тройка, посадили его, бедного, оборванного, в неё, обесчещенного князя Дадьяна и повезли в крепость Бобруйск…». Супруга Дадианова и её мать, Елизавета Дмитриевна Розен, находившиеся на балконе одного из домов, лежали в обмороке. Флигель-адъютантское звание тут же было пожаловано родственнику князя — барону Александру Розену (1812—1874). Сам барон Григорий Розен «почернел и до того изменился, что был неузнаваем». Но на этом унижения семьи не закончились. Вечером в доме главнокомандующего был назначен бал, на котором присутствовал весь город, и госпоже Розен «было приказано присутствовать на торжестве, и она явилась с распухшими, красными от слёз глазами. и государь был так любезен, что открыл с нею бал польским».
Император писал Паскевичу:
Общая зараза своекорыстия, что всего страшнее, достигла и военную часть до невероятной степени, даже до того, что я вынужден был сделать неслыханный пример на собственном моем флигель-адъютанте. Мерзавец сей, командир Эриванского полка кн. Дадиан, обратил полк себе в аренду, и столь нагло, что публично держал стада верблюдов, свиней, пчельни, винокуренный завод, на 60 т. пуд сена захваченный у жителей сенокос, употребляя на все солдат; в полку при внезапном осмотре найдено 534 рекрута, с прибытия в полк неодетых, необутых, частью босых, которые все были у него на работе, то есть ужас! За то я показал, как за неслыханные мерзости неслыханно и взыскиваю. При полном разводе, объявя его вину, велел военному губернатору снять с него фл.-адът. аксельбант, арестовать и с фельдъегерем отправить в Бобруйск для предания суду, даром что женат на дочери бедного Розена; сына его, храброго и доброго малого, взял себе в адъютанты…

Объясняя строгость наказания, император отмечал:
Не могу не сказать вам, что стоила моему сердцу такая строгость, и как она меня расстроила, но в надежде, поражая виновнейшего из всех, собственного моего флигель-адъютанта и зятя главноуправляющего, спасти прочих полковых командиров, более или менее причастных к подобным же злоупотреблениям, я утешался тем, что исполнил святой свой долг … 
Дадианов содержался в каземате крепости до 1840 года, когда по приговору генерал-аудиториата, смягченному государем, был лишен чинов, орденов, княжеского и дворянского достоинств и отправлен на жительство в Вятку. Впоследствии ему было разрешено жить безотлучно в Москве, а в 1856 году император Александр II, по случаю коронации, возвратил Дадианову чин полковника в отставке, ордена, дворянство и княжеский титул. Александр Леонович Дадианов скончался 10 июня 1865 года в Москве и похоронен вместе с супругой в Донском монастыре.

## Семья
Был дважды женат:
1. жена княжна Нина Фарнаозовна Грузинская (1802—1828), дочь царевича Фарнаваза Ираклиевича и княжны Анны Эристовой-Ксанской. Умерла в  сентябре 1828 года в Петербурге, оставив сына.
  - Николай (1824—1829)
2. жена с 19 января 1836 года баронесса Лидия Григорьевна Розен (1817—1866), фрейлина, дочь Григория Владимировича Розена (1782—1841) и Елизаветы Дмитриевны Зубовой (1790—1862). Познакомились в 1831 году, но свадьба состоялась только через пять лет[1].
  - Григорий (14.10.1838—26.11.1838)
  - Мария (1840—1894), в замужестве за сенатором Н. С. Арсеньевым.
  - Антон (1841—1906)
  - Леон (7.03.1845—20.05.1845)
  - Прасковья (1847—1919), с 1868 года женя князя Ф. К. Сайн-Витгенштейн-Берлебурга.
  - Митрофан (1847— ?)

## Награды
- Золотая шпага
- Орден Святой Анны 3 степени;
- Орден Святой Анны 2 степени;
- Алмазные знаки к ордену Святой Анны,
- Орден Святого Владимира 3 степени,
- Орден Святого Станислава 2 степени со звездой,
- Серебренная медаль «За Персидскую войну»,
- Серебренная медаль «За Турецкую войну» (в академическом словаре русского языка есть только слова "серебряная" , "серебрёная" и "серебрённая"; слово "серебренная" в словаре отсутствует; остаётся один правильный вариант - "серебряная медаль").

## В литературе
- «Бобруйский мешок» («Исторические миниатюры» Валентина Пикуля).